# Ostbayerischer Jakobsweg
Der Ostbayerische Jakobsweg ist ein Abschnitt des Jakobsweges in Bayern. Er wurde am 16. Juli 2004 eingeweiht und  führt vom Bayerischen Wald kommend über Regensburg und Eichstätt nach Donauwörth.

## Verlauf
Auf 273 km durchquert der Ostbayerische Jakobsweg den Freistaat Bayern.

Vom tschechisch-deutschen Grenzübergang bei Všeruby (Neumark), der sich in 2825 km Entfernung von Santiago de Compostela befindet, führt der Weg durch den Bayerischen Wald zur Donau und nach Regensburg. Von dort verläuft er weiter über den Donaudurchbruch beim Kloster Weltenburg und die Limesstraße ins Altmühltal nach Eichstätt, bevor er in Donauwörth endet.

### Verknüpfungen
Der Ostbayerische Jakobsweg setzt die tschechische Südvariante des Jakobsweges fort, welche von Prag an die tschechisch-deutsche Grenze bei Všeruby führt.
In Donauwörth mündet der Weg in den Bayerisch-Schwäbischen Jakobusweg, der über Augsburg zum Bodensee führt.

### Regionen
Der Weg verläuft in den bayerischen Regierungsbezirken Oberpfalz, Niederbayern, Oberbayern und Schwaben und durchquert dabei verschiedene Landschaftsräume wie den Naturpark Bayerischer Wald oder den Naturpark Altmühltal.

### Etappen

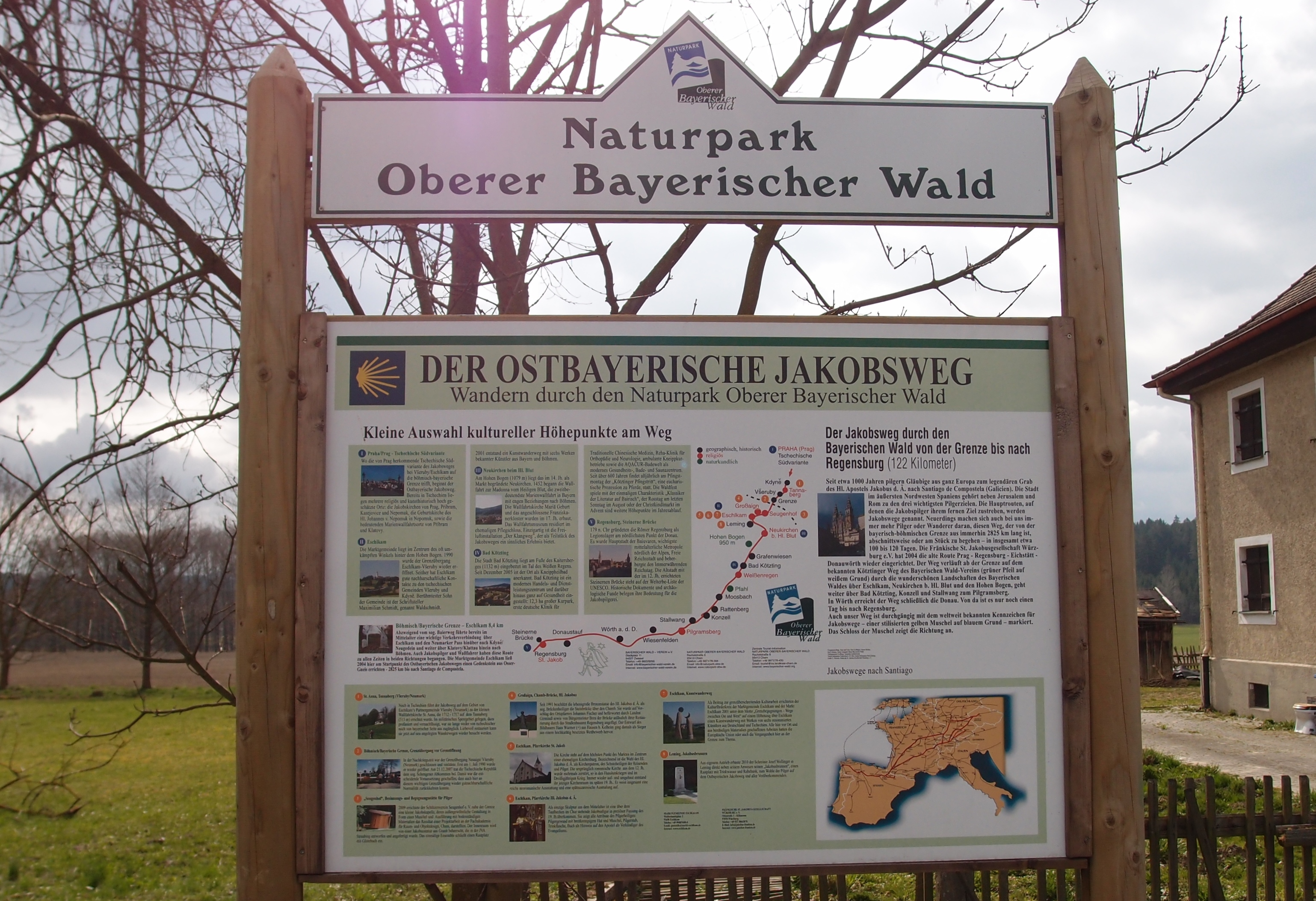
Ostbayerischer Jakobsweg, Schild bei Všeruby

Die Karte zeigt den Verlauf des Weges durch Bayern von Ost nach West, rot markiert sind der Startort an der tschechisch-deutschen Grenze, das Ziel in Donauwörth, sowie die beiden Bischofssitze in Regensburg und Eichstätt.
Schwarz markiert sind einige weitere mögliche Etappenziele.

Im Einzelnen:
Všeruby (Neumark) • Neukirchen beim Heiligen Blut • Bad Kötzting • Stallwang • Wörth an der Donau • Regensburg • Kelheim • Altmannstein • Bettbrunn im Köschinger Forst (Wallfahrtskirche St. Salvator) • Stammham • Eichstätt • Rennertshofen • Donauwörth

### Beschilderung

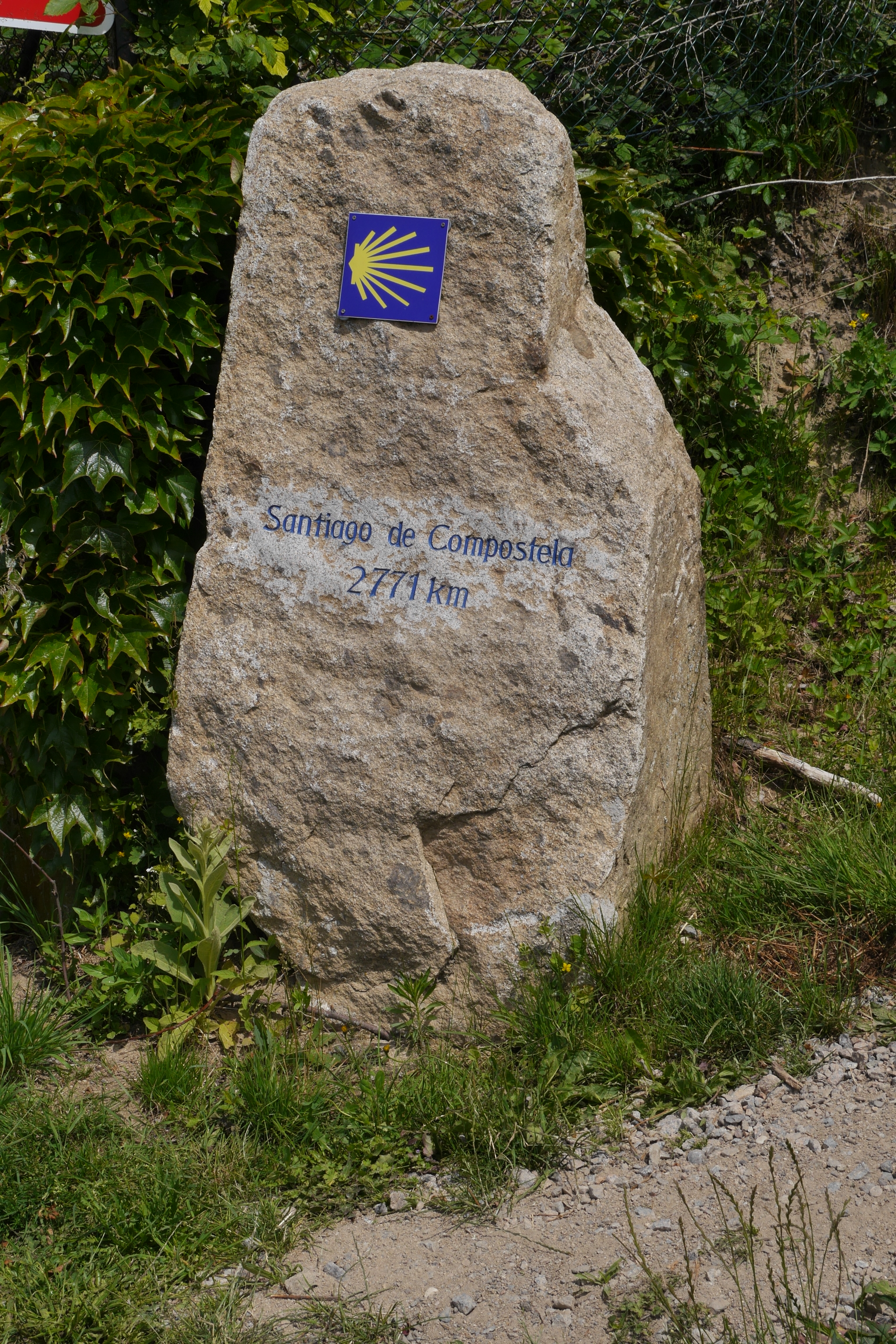
Meilenstein in Stubenhof bei Stallwang

Der Weg ist durchgehend mit dem stilisierten Symbol der Jakobsmuschel beschildert, deren Strahlen das Wegenetz darstellen, welches auf das Ziel der Reise – Santiago de Compostela – zuläuft.

### Stationen

Eschlkam
Neukirchen beim Heiligen Blut
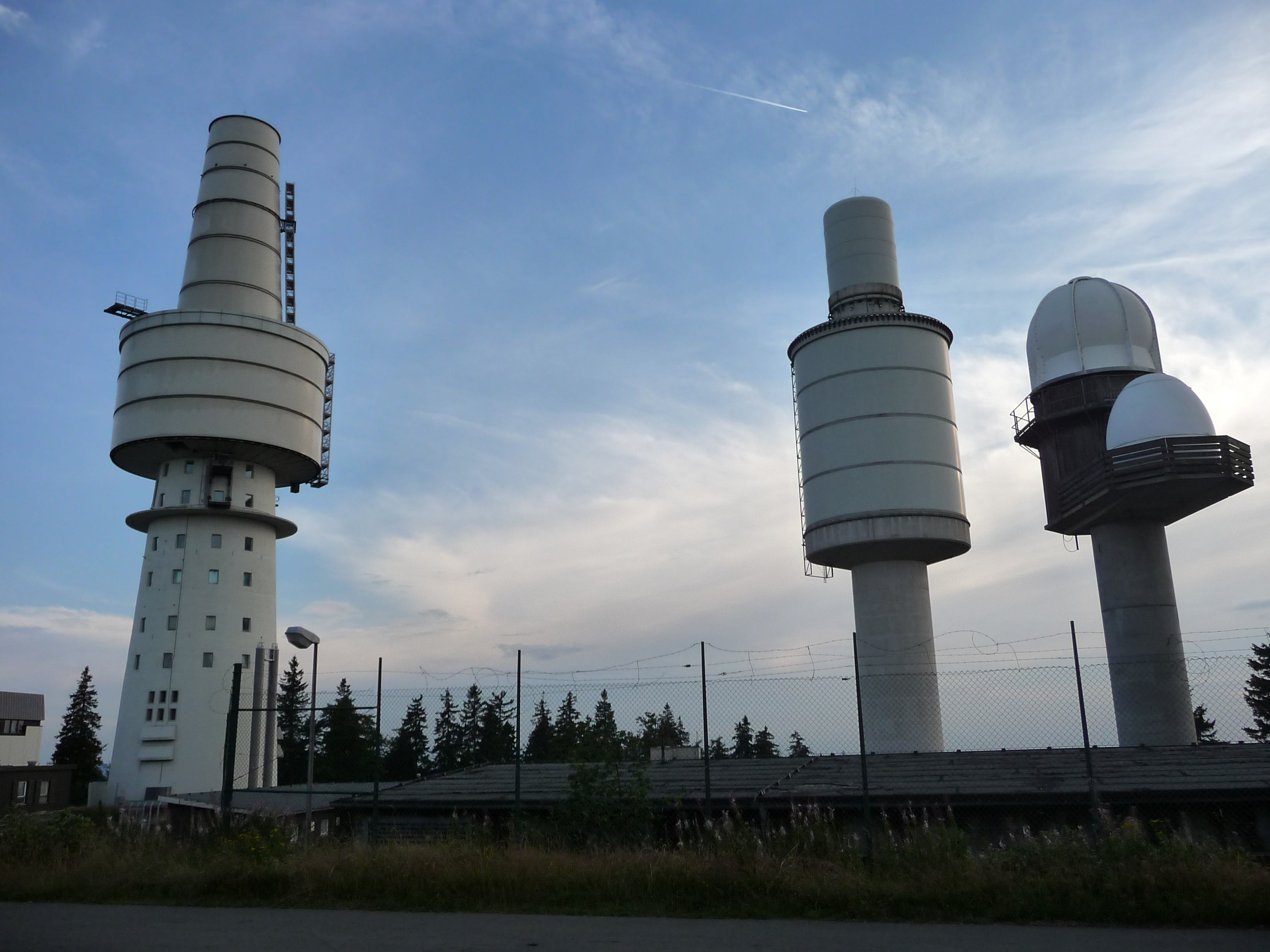
Hoher Bogen
Grafenwiesen
Bad Kötzting
Rattenberg
Konzell
Stallwang
Wörth an der Donau
Wiesent
Bach an der Donau
Donaustauf
Tegernheim
Regensburg
Sinzing
Kelheim
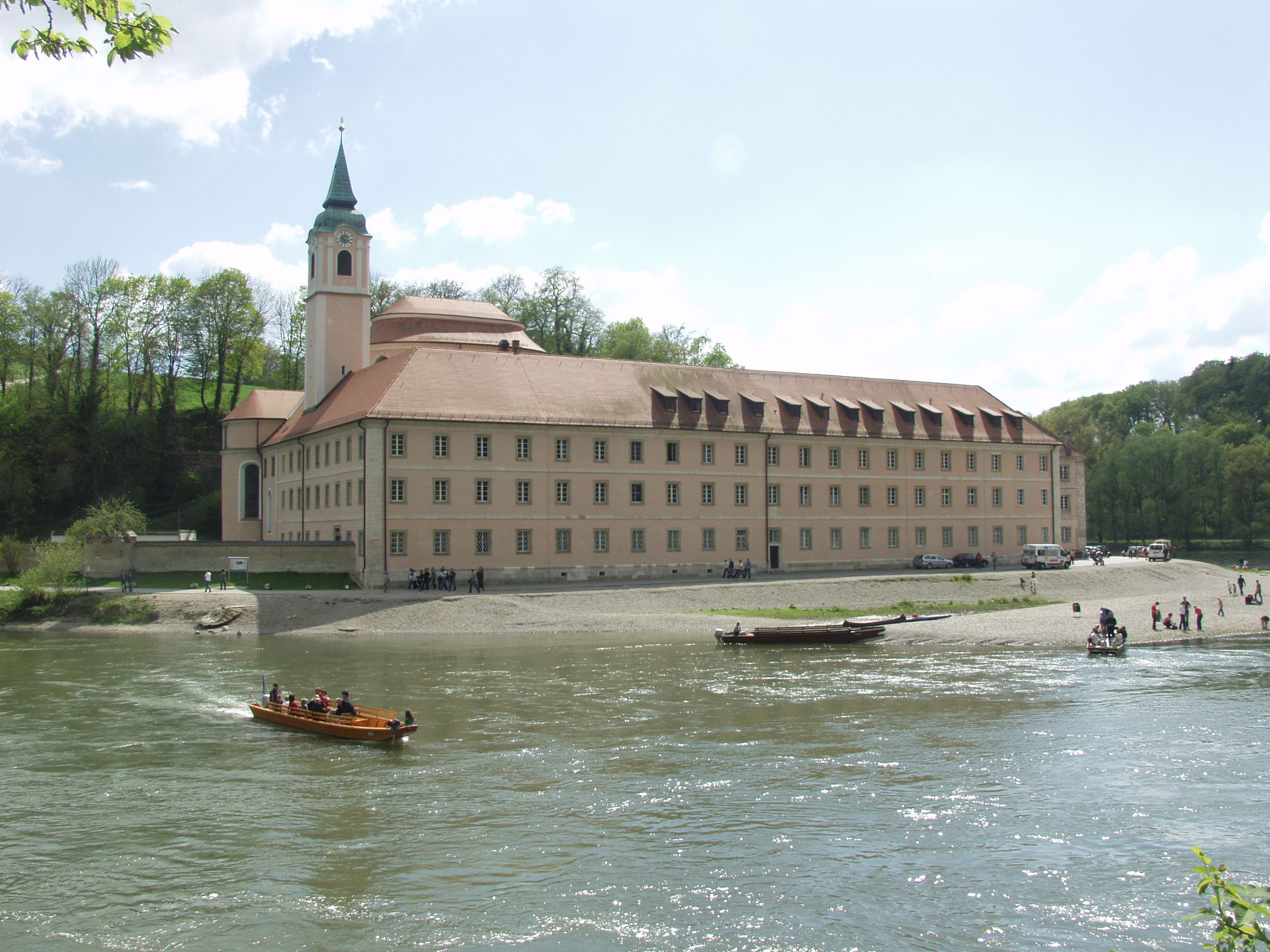
Kloster Weltenburg
Altmannstein
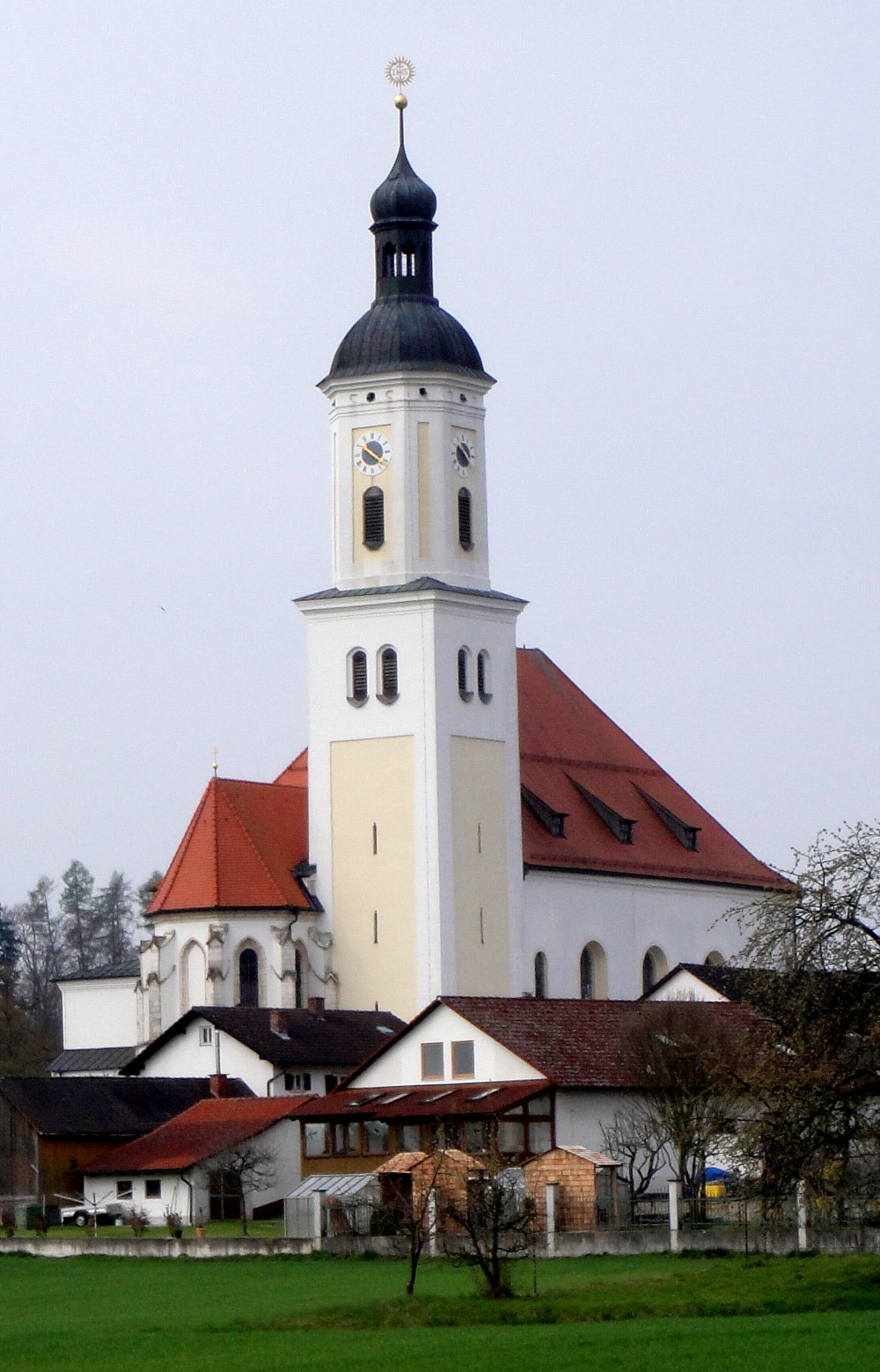
Wallfahrtskirche Bettbrunn
Stammham
Böhmfeld
Eichstätt
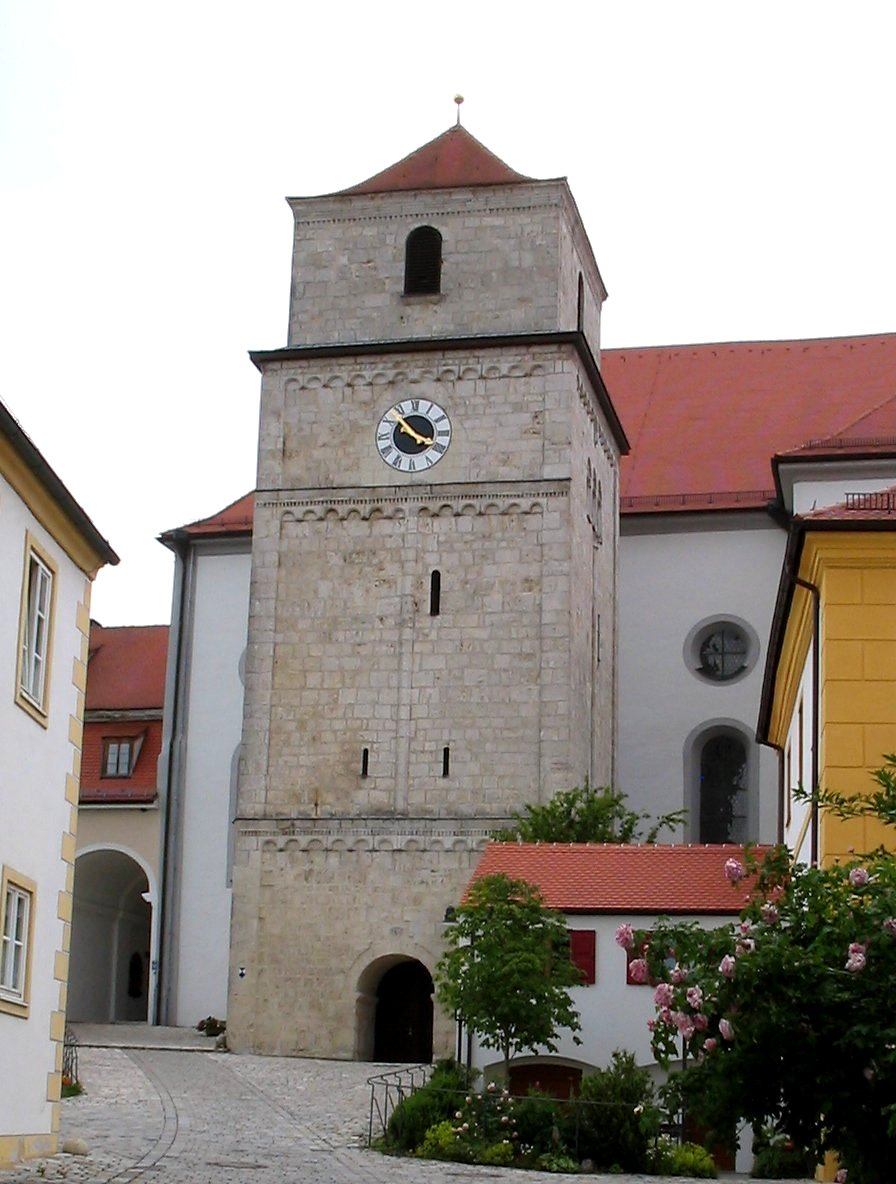
Kloster Bergen
Rennertshofen
Kaisheim
Donauwörth
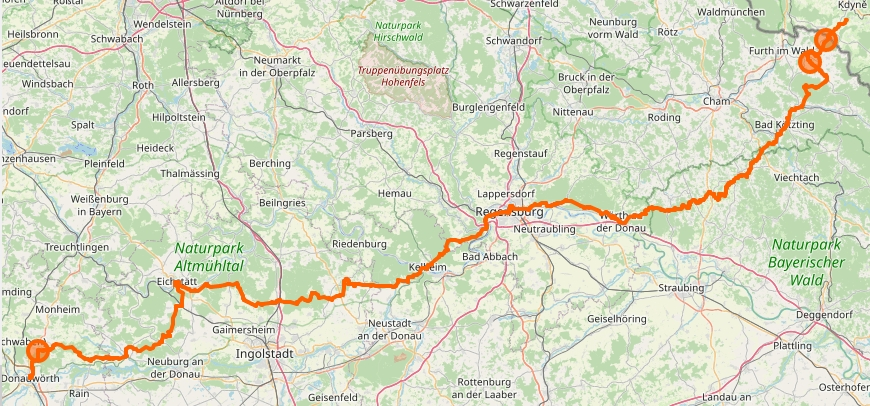
Übersichtskarte

## Als Radweg
Es gibt eine Variante des Ostbayerischen Jakobsweges für Radfahrer. Er ist in 5 Etappen eingeteilt: Eschlkam – Cham (35 km) – Regensburg (67 km) – Weltenburg (45 km) – Eichstätt (Nordroute) (74 km) – Donauwörth (66 km) oder Ingolstadt (Südroute) (48 km) – Donauwörth (61 km).
Dieser Radweg weicht streckenweise beträchtlich vom Fußpilgerweg ab. Er benutzt vorhandene bayerische Radwege und wird durch das Team Jürgen Nitz, Pfarrer der Pauluskirche in Kaufering, Reinhard Heckmann, ADFC-TourGuide, und Christian Reuting, Webseitenbetreuung, in Zusammenarbeit mit der Evangelisch-Lutherischen Kirche in Bayern und dem Allgemeinen Deutschen Fahrrad-Club ausgezeichnet, erprobt und veröffentlicht. Sein Kennzeichen ist ein Schild mit der gelben Jakobsmuschel auf blauem Grund, daneben ein gelbes Fahrrad und darüber die Aufschrift „JAKOBUS RADPILGERWEG“.